# Фрона (Міссурі)
Фрона (англ. Frohna) — місто (англ. city) в США, в окрузі Перрі штату Міссурі. Населення — 245 осіб (2020).

## Географія
Фрона розташована за координатами 37°38′15″ пн. ш. 89°37′11″ зх. д. / 37.63750° пн. ш. 89.61972° зх. д. (37.637557, -89.619791).  За даними Бюро перепису населення США в 2010 році місто мало площу 2,34 км², уся площа — суходіл.

## Демографія
Згідно з переписом 2010 року, у місті мешкали 254 особи в 102 домогосподарствах у складі 74 родин. Густота населення становила 109 осіб/км².  Було 115 помешкань (49/км²).
Расовий склад населення:
| - 99,6 % — білих - 0,4 % — корінних американців |

До двох чи більше рас належало 0,0 %. Частка іспаномовних становила 0,0 % від усіх жителів.
За віковим діапазоном населення розподілялося таким чином: 26,0 % — особи молодші 18 років, 57,1 % — особи у віці 18—64 років, 16,9 % — особи у віці 65 років та старші. Медіана віку мешканця становила 39,7 року. На 100 осіб жіночої статі у місті припадало 106,5 чоловіків;  на 100 жінок у віці від 18 років та старших — 100,0 чоловіків також старших 18 років.
Середній дохід на одне домашнє господарство  становив 47 894 долари США (медіана — 42 969), а середній дохід на одну сім'ю — 52 161 долар (медіана — 43 333). Медіана доходів становила 40 000 доларів для чоловіків та 27 292 долари для жінок. За межею бідності перебувало 10,7 % осіб, у тому числі 0,0 % дітей у віці до 18 років та 11,4 % осіб у віці 65 років та старших.
Цивільне працевлаштоване населення становило 116 осіб. Основні галузі зайнятості: освіта, охорона здоров'я та соціальна допомога — 32,8 %, виробництво — 31,9 %, мистецтво, розваги та відпочинок — 10,3 %, роздрібна торгівля — 6,9 %.